# Chi Ursae Majoris
Chi Ursae Majoris (Taiyangshou,χ UMa) – gwiazda w konstelacji Wielkiej Niedźwiedzicy, odległa o około 184 lata świetlne od Słońca.

## Nazwa

Położenie w gwiazdozbiorze

Gwiazda ta ma nazwę własną Taiyangshou, która pochodzi z tradycji chińskiej (chiń. 太陽守; pinyin Tàiyángshǒu; dosł. „Strażnik Słońca”). Nazwa Alkaphrah (Alkafzah, El Koprah), jaką opisał ją Elijah Hinsdale Burritt, wywodzi się od arabskiego ‏القفزة‎ Al Ḳafzah, co oznacza „skok” (gazeli) i jest błędnie przyporządkowana, gdyż „skokami gazeli” nazywane są pary gwiazd leżących dalej na południe i zachód. Międzynarodowa Unia Astronomiczna w 2017 roku formalnie zatwierdziła użycie nazwy Taiyangshou dla określenia tej gwiazdy.

## Charakterystyka
Jest to pomarańczowy olbrzym należący do typu widmowego K0,5. Jego obserwowana wielkość gwiazdowa to +3,7m. Świeci on 172 razy jaśniej od Słońca, ma temperaturę 4415 K. Pomiar interferometryczny rozmiaru gwiazdy pozwala stwierdzić, że ma ona promień 22,2 raza większy niż słoneczny, w zgodzie z oszacowaniem teoretycznym. Masa tej gwiazdy to około dwóch mas Słońca; zaczęła życie co najmniej miliard lat temu jako gwiazda typu B, obecnie zaczyna lub właśnie zakończyła okres syntezy helu w węgiel w jądrze. Dolne oszacowanie prędkości obrotu to 1,15 km/s, co przekłada się na okres obrotu równy maksymalnie 2,7 roku. Prędkość ruchu własnego tej gwiazdy jest około trzykrotnie większa niż typowa dla gwiazd w otoczeniu Słońca, co wraz z niższą zawartością żelaza (37% słonecznej) wskazuje, że jest ona przybyszem z innej części Galaktyki.